# Dušan Půda
Dušan Půda (* 24. února 1980, Opava) je bývalý český profesionální fotbalista, od roku 2015 hraje za Mokré Lazce. Byl schopný zahrát jak v útoku, tak v obraně.

## Klubová kariéra
Je odchovancem Opavy, kde hrál již od žákovských kategorií.

### SFC Opava
Do seniorských kategorií SFC přišel v roce 2000. Debut v nejvyšší soutěži si připsal dne 29. listopadu 2003 proti 1. FC Brno, kdy v 90. minutě střídal Filipa Dorta. V sezoně 2001/02 hostoval v Spolaně Neratovice. Stal se nejlepším střelcem Opavy v sezoně 2005/2006. V létě 2010 s ním SFC neprodloužilo smlouvu. Za Opavu odehrál celkem 131 ligových utkání, ve kterých vstřelil 38 branek.
Po konci v Opavě hrál 5 let v Hradci nad Moravicí, ze kterého zamířil do Sokolu Mokré Lazce.

## Ligová bilance
| Sezona                     | Zápasy | Góly | Klub                  |
| -------------------------- | ------ | ---- | --------------------- |
| 2. liga 2000/01            | 2      | 0    | SFC Opava             |
| 2. liga 2001/02            | 18     | 1    | SK Spolana Neratovice |
| 2. liga 2002/03            | 5      | 0    | SFC Opava             |
| Gambrinus liga 2003/04     | 8      | 0    | SFC Opava             |
| Gambrinus liga 2004/05     | 2      | 0    | SFC Opava             |
| Přebor MS kraje 2005/06    | 30*    | 25   | SFC Opava             |
| 2. liga 2006/07            | 26     | 5    | SFC Opava             |
| 2. liga 2007/08            | 19     | 3    | SFC Opava             |
| 2. liga 2008/09            | 27     | 2    | SFC Opava             |
| 2. liga 2009/10            | 12     | 3    | SFC Opava             |
| CELKEM 1. LIGA (2003-2005) | 10     | 0    |                       |
| CELKEM 2. LIGA (2000-2010) | 109    | 14   |                       |